# Patrick Piard
Pour les articles homonymes, voir Piard.

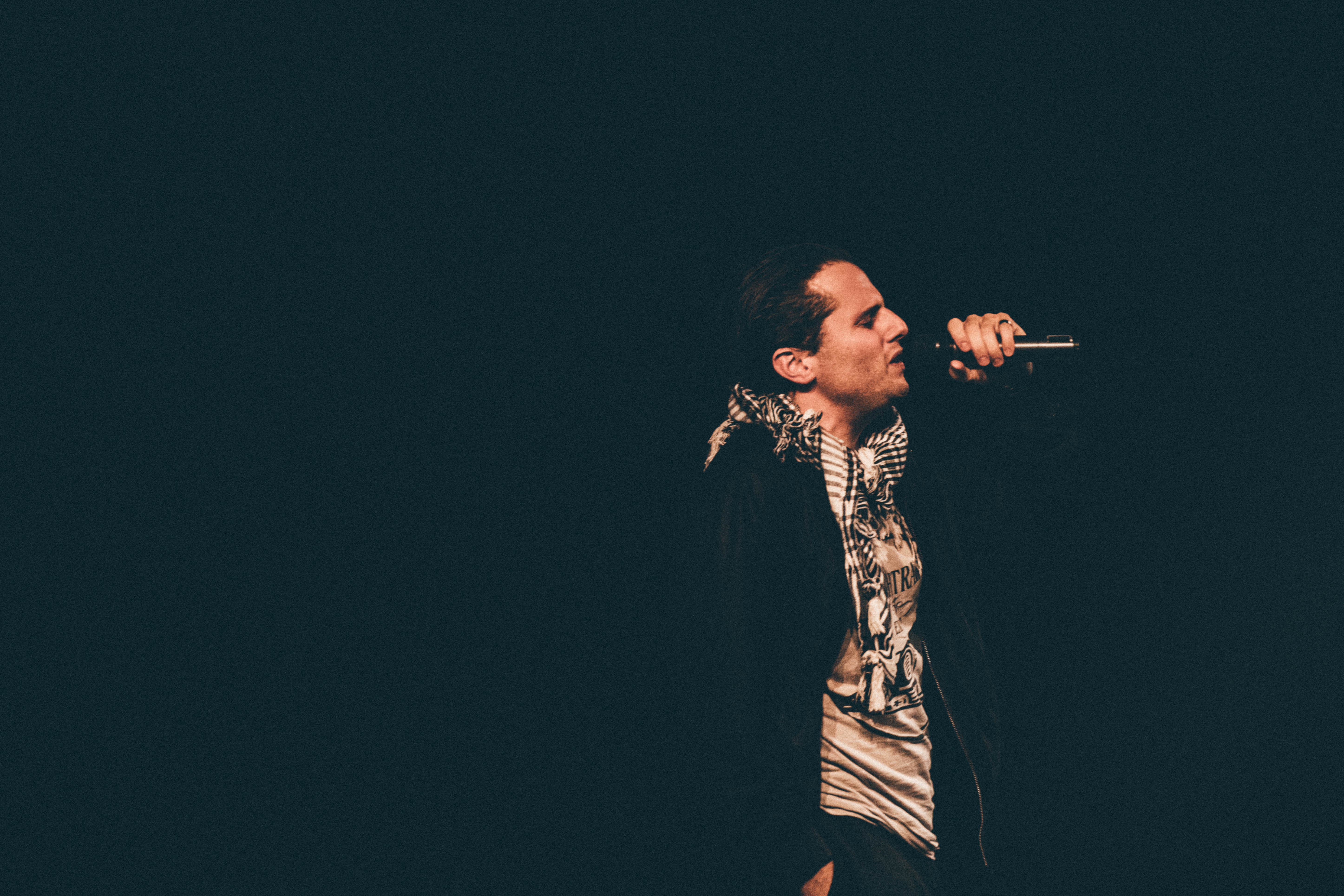
Piard sur scène à l'Européen, octobre 2019

Patrick Piard, né le 23 septembre 1982 à Courbevoie, est un acteur et metteur en scène français.

## Biographie
Né à Courbevoie d'une mère française et d'un père algérien, il a suivi l'enseignement du Cours Simon et mène aujourd'hui une carrière au théâtre et à la télévision en tant qu'acteur et depuis 2007 en tant que metteur en scène. Depuis 2019 il se produit également sur scène sous le nom de "Piard" en tant qu'auteur-compositeur-interprète. Il est spécialiste de disco turc et fan de tennis, en particulier la surface gazon, il est capable de réciter l'ensemble des vainqueurs du tournois du queen's .

## Théâtre
- 2005 : L'Âge d'or de Georges Feydeau, Théâtre du Gymnase
- 2007 : Le Bal des voleurs de Jean Anouilh, Théâtre du Gymnase
- 2007 : Le Retour d'Harold Pinter, mise en scène de Patrick Piard et Anaïs Harte, Théâtre de l'Épouvantail
- 2008 : Le Diable en partage de Fabrice Melquiot, Théâtre de Levallois-Perret
- 2010 : Les Autres de Jean-Claude Grumberg, mise en scène Daniel Colas, tournée
- 2011 : Henri IV de Daniel Colas, mise en scène Daniel Colas, Théâtre des Mathurins
- 2011 : Célébration de Harold Pinter, mise en scène et adaptation Patrick Piard, Ciné 13 Théâtre
- 2012 : Richard III n'aura pas lieu de Matéi Visniec, mise en scène David Sztulman, Théâtre 13
- 2013 : "Le Procès de Patrick Bateman" écriture et mise en scène de Patrick Piard, Ciné 13 Théâtre
- 2014 : "Jardinage Humain" de Rodrigo Garcia, mise en scène de Patrick Piard, festival Passeportes de l'Ile Maurice
- 2016 : "X - Victor Hugo" de Victor Hugo, mise en scène de Patrick Piard, Centre culturel de Courbevoie
- 2018 : "Œdipe à Colone" de Sophocle, mise en scène de Patrick Piard, Paroisse St Maurice de Bécon
- 2019 : "3 pièces courtes" de Jean-Claude Grumberg, mise en scène de Patrick Piard, Théâtre du Voyageur

## Filmographie

### Télévision
- 2006 : Napoléon, reconstitution historique tv japonaise
- 2009 : Louis la Brocante, réal. Véronique Langlois, France 2
- 2011-2012 : Bref, réal. Kyan Khojandi et Bruno Muschio, Canal+ : Steve et l'homme des publicités Energy 3000

### Cinéma
- 2024: "L'Odeur de la Lavande", de Valérian Cadici

## Musique
- 2020 : "Nextée, single"
- 2021 : "16, single"
- 2022 : "3 Masters, EP"
- 2023 : "100% Fragile, EP"